# Den galne kung George
Den galne kung George (engelska: The Madness of King George) är en brittisk biografisk dramakomedifilm från 1994 i regi av Nicholas Hytner. Filmen handlar om Georg III av Storbritanniens allt större problem med sin mentala hälsa och konflikt med sin äldsta son, Prinsen av Wales. I huvudrollerna ses Nigel Hawthorne, Helen Mirren, Ian Holm, Amanda Donohoe, Rupert Graves och Rupert Everett. Filmen erhöll en BAFTA Award för bästa brittiska film 1995 och Nigel Hawthorne en BAFTA Award för bästa manliga huvudroll.
1999 placerade British Film Institute filmen på 42:a plats på sin lista över de 100 bästa brittiska filmerna genom tiderna. 

## Handling
Filmen berättar den sanna historien om kung Georg III:s allt mer svikande mentala hälsa och hans allt sämre relation med sonen, Prinsen av Wales. Framförallt fokuserar filmen på perioden runt regeringskrisen 1788. 
Kung Georgs beteende klassades så småningom som en sinnesstörning och hans regentskap blev till slut ohållbart. De symtom han uppvisade har av den moderna medicinska vetenskapen diagnostiserats som akut intermittent porfyri.

## Om filmen
Den galne kung George hade Sverigepremiär den 28 juli 1995.

## Rollista i urval
- Nigel Hawthorne – Kung Georg III
- Helen Mirren – Drottning Charlotte
- Ian Holm – Dr. Francis Willis
- Anthony Calf – Fitzroy
- Amanda Donohoe – Lady Pembroke
- Rupert Graves – Greville
- Geoffrey Palmer – Warren
- Julian Wadham – William Pitt
- John Wood – Thurlow, Lord Chancellor
- Rupert Everett – Prinsen av Wales
- Jim Carter – Charles James Fox
- Cyril Shaps – Dr. Pepys
- Selina Cadell – Mrs. Cordwell
- Matthew Lloyd Davies – Arthur Papendiek
- Julian Rhind-Tutt – Hertigen av York
- Charlotte Curley – Prinsessan Amelia
- Alan Bennett – MP som håller tal
- Janine Duvitski – Margaret Nicholson